# Eucalyptus delegatensis
Eucalyptus delegatensis ist eine Pflanzenart innerhalb der Familie der Myrtengewächse (Myrtaceae). Sie kommt in den Australischen Alpen und in Tasmanien vor und wird dort „Alpine Ash“, „Australian Oak“, „Tasmanian Oak“, „Woolybutt“, „Blue Leaf“, „White Top“, „Whitetop Stringybark“ oder „Gum-topped Stringybark“ genannt.

## Beschreibung

### Erscheinungsbild und Blatt
Eucalyptus delegatensis wächst als Baum, der Wuchshöhen von bis zu 50 Meter, selten auch bis über 80 Meter, erreicht. Die Borke verbleibt am unteren Teil des Stammes oder auch am gesamten Stamm, ist grau, grau-braun oder rotbraun und kurzfasrig bis streifig. An den oberen Teilen des Baumes ist sie glatt, grau bis grau-braun und schält sich in langen Bändern. Die Rinde der kleinen Zweige ist grün. Öldrüsen gibt es weder in der Borke, noch im Mark der jungen Zweige. Der Stammdurchmesser erreicht über 4 Meter.
Bei Eucalyptus delegatensis liegt Heterophyllie vor. Die Laubblätter sind stets in Blattstiel und -spreite gegliedert. An jungen Exemplaren ist die Blattspreite breit-lanzettlich bis eiförmig und matt grau-grün. An mittelalten Exemplaren ist die matt grau-grüne Blattspreite bei einer Länge von etwa 25 cm und einer Breite von etwa 10 cm ebenfalls breit-lanzettlich bis eiförmig, sichelförmig gebogen und ganzrandig. Die auf Ober- und Unterseite gleichfarbig glänzend grünen Laubblätter an erwachsenen Exemplaren sind bei einer Länge von 10 bis 20 cm und einer Breite von 1,5 bis 4,0 cm lanzettlich, sichelförmig gebogen, relativ dick und können ein spitzes oder stumpfes oberes Ende besitzen. Die erhabenen Seitennerven gehen in einem spitzen oder sehr spitzen Winkel in mittleren Abständen vom Mittelnerv ab. Die Keimblätter (Kotyledone) sind nierenförmig.

### Blütenstand und Blüte
Seitenständig an einem bei einer Länge von 9 bis 20 mm und einer Breite bis zu 3 mm im Querschnitt stielrunden, schmal-abgeflachten oder kantigen Blütenstandsschaft stehen in einem einfachen Blütenstand etwa sieben bis fünfzehn Blüten zusammen. Die Blütenstiele sind 2 bis 7 mm lang und stielrund. Die manchmal blaugrün bemehlten oder bereiften sein Blütenknospen sind bei einer Länge von 5 bis 6 mm und einem Durchmesser von 3 bis 4 mm keulenförmig. Die Kelchblätter bilden eine Calyptra, die bis zur Blüte (Anthese) vorhanden bleibt. Die glatte Calyptra ist halbkugelig oder kurz-konisch, manchmal auch schnabelförmig, kürzer als oder so lang wie der glatte Blütenbecher (Hypanthium) und so breit wie dieser. Die Blüten sind weiß oder cremeweiß.

### Frucht
Die gestielte Frucht ist bei einer Länge von 8 bis 15 mm und einem Durchmesser von 6 bis 11 mm halbkugelig, birnen oder eiförmig und drei- bis fünffächrig. Der Diskus ist eingedrückt oder selten auch flach, die Fruchtfächer sind eingeschlossen.

## Vorkommen
Das natürliche Verbreitungsgebiet von Eucalyptus delegatensis sind die australischen Alpen vom südöstlichen New South Wales und dem Australian Capital Territory bis zum Osten und der Mitte von Victoria. Auch in Tasmanien kommen sie vor.
Eucalyptus delegatensis wächst weitverbreitet und oft auch vorherrschend in subalpinem, grasigen Hartlaubwald auf tiefen, nährstoffreichen Böden, oft auch an Hängen.

## Systematik
Die Erstbeschreibung von Eucalyptus delegatensis erfolgte 1900 durch Richard Thomas Baker in Proceedings of the Linnean Society of New South Wales, Volume 25, S. 305, Tafel XVI. Das Typusmaterial weist die Beschriftung „Delegate Mountain, N.S.W. (W. Bäuerlen)“ auf. Das Artepitheton delegatensis weist auf den Fundort des Typusmaterials bei Delegate hin.
Von Eucalyptus delegatensis R.T.Baker gibt es zwei Unterarten:
- Eucalyptus delegatensis R.T.Baker subsp. delegatensis, Syn.: Eucalyptus obliqua var. alpina Maiden
- Eucalyptus delegatensis subsp. tasmaniensis Boland, Syn.: Eucalyptus risdoni var. elata orth. var. Benth., Syn.: Eucalyptus tasmanica Blakely, Eucalyptus gigantea Hook.f. nom. illeg., Eucalyptus risdoni var. elata Benth. orth. var., Eucalyptus risdonii var. elata Benth.